# Mary Lucas
Mary Lucas née Anderson (1882-1952) est une compositrice anglaise.

## Biographie
Elle étudia à Dresde et au Royal College of Music avec Herbert Howells et R.O. Morris. Elle se maria avec l’entrepreneur et inventeur Ralph Lucas (en) en 1903 et leur fils Colin devint un architecte renommé. Elle abandonna la composition pendant quelques années après son mariage mais elle reprit la composition et produisit plusieurs compositions réussies. Sa Sonata pour clarinette fut composée pour Pauline Juler en 1938. Les documents de Lucas sont détenus par la British Library.

## Œuvres
- Sonata pour clarinette (1938)
- The Wind (Texte : James Stephens)
- Sawdust, ballet (1941)
- Variations on a Theme of Purcell  pour orchestre à cordes
- Trio for clarinet, pour violon alto et piano
- Rhapsody pour flûte, violoncelle et piano
- The Book of Thel, masque pour solistes, chœur, orchestre de chambre et narrateurs masculins et féminins (1935)